# Campionati europei di atletica leggera 2014 - 100 metri piani femminili

## Risultati

### Batterie
Le prime 4 di ogni semifinale e  i 4 migliori tempi in semifinale

### Vento
- #1: −0.6 m/s,
- #2: −0.4 m/s,
- #3: +0.2 m/s,
- #4: −0.4 m/s,
- #5: +0.8 m/s

| Pos | Batt | Corsia | Nome                 | Nazione       | Tempo | Note   |
| --- | ---- | ------ | -------------------- | ------------- | ----- | ------ |
| 1   | 4    | 4      | Myriam Soumaré       | Francia       | 11.03 | Q, =EL |
| 2   | 2    | 7      | Dafne Schippers      | Paesi Bassi   | 11.10 | Q      |
| 3   | 5    | 6      | Ivet Lalova          | Bulgaria      | 11.17 | Q      |
| 4   | 5    | 3      | Ashleigh Nelson      | Gran Bretagna | 11.19 | Q, PB  |
| 5   | 2    | 8      | Desiree Henry        | Gran Bretagna | 11.21 | Q, PB  |
| 6   | 4    | 3      | Ezinne Okparaebo     | Norvegia      | 11.24 | Q, SB  |
| 7   | 5    | 4      | Céline Distel-Bonnet | Francia       | 11.25 | Q      |
| 7   | 3    | 7      | Verena Sailer        | Germania      | 11.25 | Q      |
| 9   | 3    | 8      | Asha Philip          | Gran Bretagna | 11.28 | Q      |
| 10  | 3    | 6      | Hanna-Maari Latvala  | Finlandia     | 11.30 | Q, PB  |
| 11  | 2    | 4      | Ayodelé Ikuesan      | Francia       | 11.32 | Q      |
| 11  | 1    | 3      | Mujinga Kambundji    | Svizzera      | 11.32 | Q, NR  |
| 13  | 5    | 2      | Rebekka Haase        | Germania      | 11.35 | Q      |
| 14  | 4    | 7      | Nataliya Pohrebnyak  | Ucraina       | 11.37 | Q      |
| 15  | 1    | 7      | Tatjana Pinto        | Germania      | 11.41 | Q      |
| 16  | 3    | 1      | Inna Eftimova        | Bulgaria      | 11.42 | Q      |
| 17  | 3    | 3      | Olesya Povh          | Ucraina       | 11.43 | q, SB  |
| 18  | 4    | 8      | Audrey Alloh         | Italia        | 11.44 | Q      |
| 19  | 1    | 2      | Andreea Ograzeanu    | Romania       | 11.45 | Q      |
| 20  | 4    | 5      | Yeoryía Koklóni      | Grecia        | 11.46 | q      |
| 20  | 1    | 8      | Jamile Samuel        | Paesi Bassi   | 11.46 | Q      |
| 22  | 5    | 5      | Irene Siragusa       | Italia        | 11.47 | q      |
| 23  | 2    | 5      | Lina Grincikaite     | Lituania      | 11.51 | Q      |
| 24  | 2    | 3      | Amy Foster           | Irlanda       | 11.51 | q      |
| 25  | 4    | 6      | Maja Mihalinec       | Slovenia      | 11.52 | PB     |
| 26  | 5    | 8      | Phil Healy           | Irlanda       | 11.53 |        |
| 27  | 3    | 5      | Ramona Papaioannou   | Cipro         | 11.64 |        |
| 28  | 2    | 6      | Marisa Lavanchy      | Svizzera      | 11.65 |        |
| 29  | 5    | 7      | Estela García        | Spagna        | 11.72 |        |
| 30  | 4    | 2      | Lenka Kršáková       | Slovacchia    | 11.74 |        |
| 31  | 1    | 4      | Daniella Busk        | Svezia        | 11.76 |        |
| 32  | 1    | 6      | Carla Tavares        | Portogallo    | 11.78 |        |
| 33  | 3    | 4      | Kristina Žumer       | Slovenia      | 11.85 | SB     |
| 34  | 2    | 2      | Alexandra Bezeková   | Slovacchia    | 11.87 |        |
| 35  | 3    | 2      | Estefania Sebastian  | Andorra       | 12.46 |        |
| 36  | 1    | 1      | Martina Pretelli     | San Marino    | 12.68 |        |
|     | 1    | 5      | María Gátou          | Grecia        | DNF   |        |

### Semifinali
First 2 in each heat (Q) and 2 best performers (q) advance to the Final.

### Vento
- #1: −1.9 m/s,
- #2: +0.6 m/s,
- #3: 0.0 m/s

| Pos | Batt | Corsia | Nome                 | Nazione       | Tempo | Note   |
| --- | ---- | ------ | -------------------- | ------------- | ----- | ------ |
| 1   | 2    | 5      | Dafne Schippers      | Paesi Bassi   | 11.08 | Q      |
| 2   | 3    | 5      | Ivet Lalova          | Bulgaria      | 11.15 | Q      |
| 3   | 1    | 5      | Myriam Soumaré       | Francia       | 11.17 | Q      |
| 4   | 3    | 3      | Mujinga Kambundji    | Svizzera      | 11.20 | Q, NR  |
| 5   | 2    | 4      | Desiree Henry        | Gran Bretagna | 11.21 | Q, =PB |
| 6   | 3    | 8      | Ayodelé Ikuesan      | Francia       | 11.22 | q, PB  |
| 7   | 1    | 4      | Ashleigh Nelson      | Gran Bretagna | 11.23 | Q      |
| 8   | 2    | 6      | Céline Distel-Bonnet | Francia       | 11.24 | q      |
| 8   | 3    | 6      | Asha Philip          | Gran Bretagna | 11.24 |        |
| 8   | 3    | 4      | Verena Sailer        | Germania      | 11.24 |        |
| 11  | 2    | 7      | Nataliya Pohrebnyak  | Ucraina       | 11.30 |        |
| 12  | 3    | 1      | Olesya Povh          | Ucraina       | 11.42 | SB     |
| 13  | 1    | 8      | Andreea Ograzeanu    | Romania       | 11.44 |        |
| 14  | 3    | 7      | Audrey Alloh         | Italia        | 11.45 |        |
| 15  | 1    | 6      | Ezinne Okparaebo     | Norvegia      | 11.46 |        |
| 16  | 2    | 3      | Tatjana Pinto        | Germania      | 11.48 |        |
| 17  | 2    | 8      | Inna Eftimova        | Bulgaria      | 11.49 |        |
| 18  | 2    | 1      | Lina Grincikaite     | Lituania      | 11.52 |        |
| 18  | 1    | 7      | Rebekka Haase        | Germania      | 11.52 |        |
| 20  | 2    | 2      | Irene Siragusa       | Italia        | 11.53 |        |
| 21  | 1    | 2      | Jamile Samuel        | Paesi Bassi   | 11.54 |        |
| 22  | 1    | 3      | Hanna-Maari Latvala  | Finlandia     | 11.57 |        |
| 23  | 3    | 2      | Yeoryía Koklóni      | Grecia        | 11.69 |        |
| 24  | 1    | 1      | Amy Foster           | Irlanda       | 11.79 |        |

### Finale

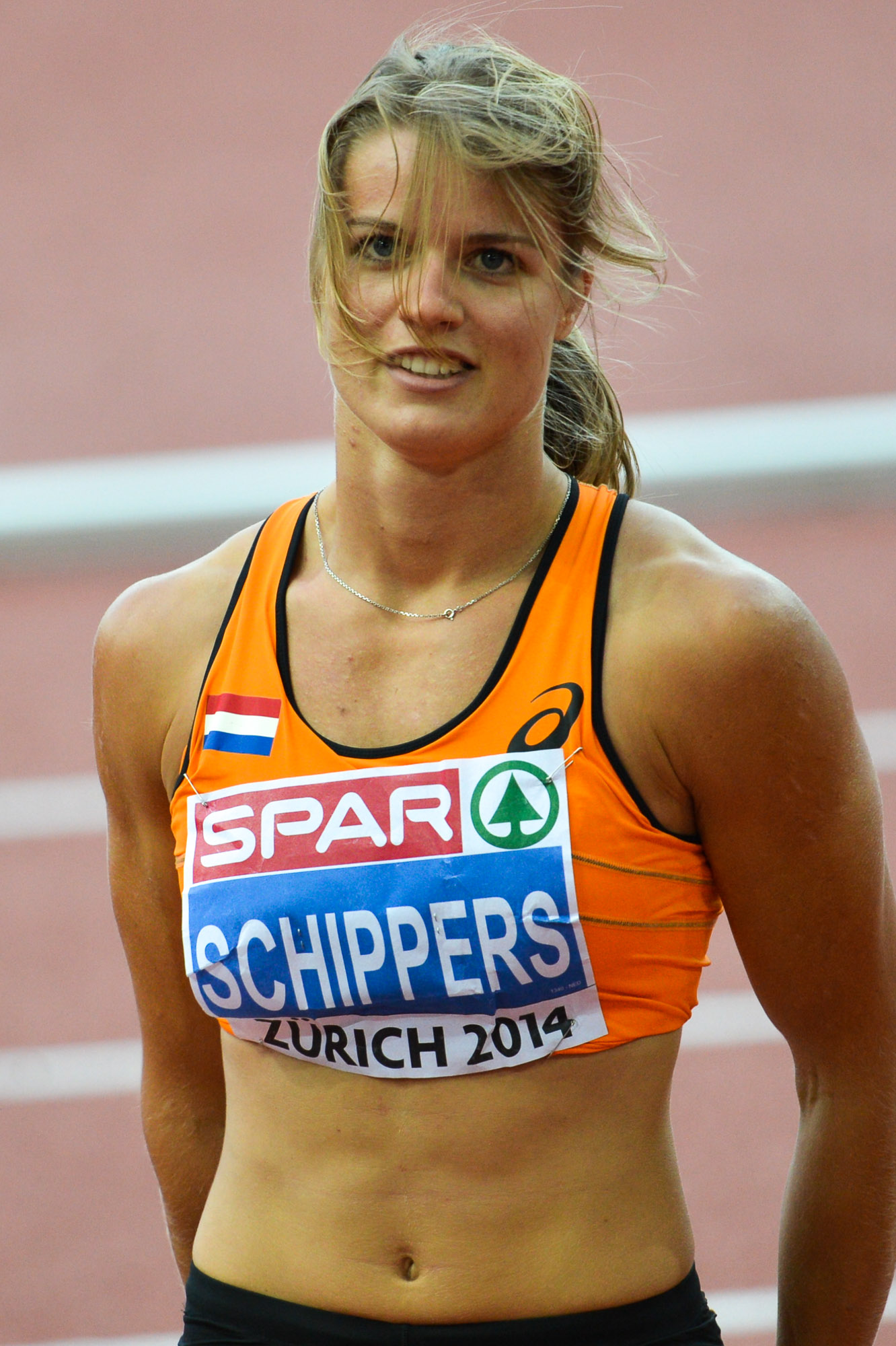
Dafne Schippers

Vento: −1.7 m/s
| Rank | Corsia | Nome                 | Nazione       | Tempo | Note |
| ---- | ------ | -------------------- | ------------- | ----- | ---- |
| 1    | 5      | Dafne Schippers      | Paesi Bassi   | 11.12 |      |
| 2    | 3      | Myriam Soumaré       | Francia       | 11.16 |      |
| 3    | 7      | Ashleigh Nelson      | Gran Bretagna | 11.22 |      |
| 4    | 4      | Mujinga Kambundji    | Svizzera      | 11.30 |      |
| 5    | 6      | Ivet Lalova          | Bulgaria      | 11.33 |      |
| 6    | 2      | Céline Distel-Bonnet | Francia       | 11.38 |      |
| 7    | 8      | Desiree Henry        | Gran Bretagna | 11.43 |      |
| 8    | 1      | Ayodelé Ikuesan      | Francia       | 11.54 |      |